# Вишневское
Вишне́вское (укр. Вишнівське) — село, расположенное на территории Бахмачского района Черниговской области (Украина).
Население составляет 19 жителей (2006 год). Плотность населения — 107,95 чел/кв.км.
Впервые упоминается в 1919 году.
Село Вишневское находится примерно в 21 км к югу от центра города Бахмач. Средняя высота населённого пункта — 137 м над уровнем моря. Село находится в зоне умеренного умеренно континентального климата.
Национальный состав представлен преимущественно украинцами, конфессиональный состав — христианами.
Основано в 1767 году и называлось с.Городок.Являлось одной из шести колоний,основанных колонистами из Германии.Колонии назывались Беловеж,по названию развалин города Белая Вежа.